# Follicule thyroïdien

Follicule thyroidien et cellules parafolliculaires

Le follicule thyroïdien (ou vésicule thyroïdienne) est l'unité morpho-fonctionnelle de la glande thyroïde. Le follicule est composé d'un épithélium unistratifié de cellules folliculaires, produisant les hormones thyroïdiennes, disposées autour d'une lumière centrale contenant la colloïde : cette dernière est principalement constituée du précurseur des hormones thyroïdiennes, la thyroglobuline. Le follicule thyroïdien est un véritable piège à iode (ion iodure), élément rare à la surface de la terre, et indispensable au fonctionnement de l'organisme ; l'iode sera ainsi capté et stocké dans le colloïde. La biosynthèse des hormones thyroïdiennes thyroxine et triiodothyronine pourra alors se dérouler, l'iode venant se coupler à la thyroglobuline.
Le follicule thyroïdien, en dehors d'une majorité de cellules folliculaires, contient 1 à 2 % de cellules dites parafolliculaires (ou cellules C), produisant la calcitonine. Elles n'ont cependant jamais de contact avec la colloïde.